# Pedro Luis de Gálvez
Pedro Luis de Gálvez (Málaga, 3 de mayo de 1882-Madrid, 28 de abril de 1940) fue un poeta de la bohemia española, fusilado tras la guerra civil.

## Biografía
Era hijo de Pedro de Gálvez y Theulé, hombre muy religioso y militante del Partido Integrista. Ingresó tempranamente y a la fuerza en el seminario de Málaga, dirigido entonces por jesuitas, pero se fugó del mismo; la Guardia Civil lo trajo de nuevo a casa. Tras corta estancia familiar en Albacete (su padre había sido llamado a administrar la finca de un terrateniente, viejo amigo suyo), la familia recaló en Madrid en 1898. Opositó a alumno de la Real Academia de Bellas Artes de San Fernando, sacando el número 2 (por detrás del pintor López Mezquita) e ingresó en la misma, pero sus relaciones con las modelos, a las que pretendía seducir, motivaron su expulsión. Su padre le ingresó entonces, con dieciséis años, en el Correccional de Santa Rita, donde, hostigado por la crueldad de la disciplina, empezó a escribir poesía y se volvió anarquista. Fue también expulsado, después de destrozar la capilla y amenazar al capellán con un martillo. Al salir del correccional, empezó a trabajar como actor en el Teatro de la Comedia, pero su padre subió al escenario y le sacudió una paliza, por lo cual le expulsaron también del teatro madrileño. Cerrada esa puerta, huye de su padre a París, donde mendiga, y vuelve luego otra vez; en 1905 inicia una serie de conferencias sobre anarquismo en Andalucía.
En 1920 conoce a Jorge Luis Borges en Sevilla encandilando al argentino. Es el protagonista del poema "Pedro-Luis en Martigny" incluido en Textos recobrados

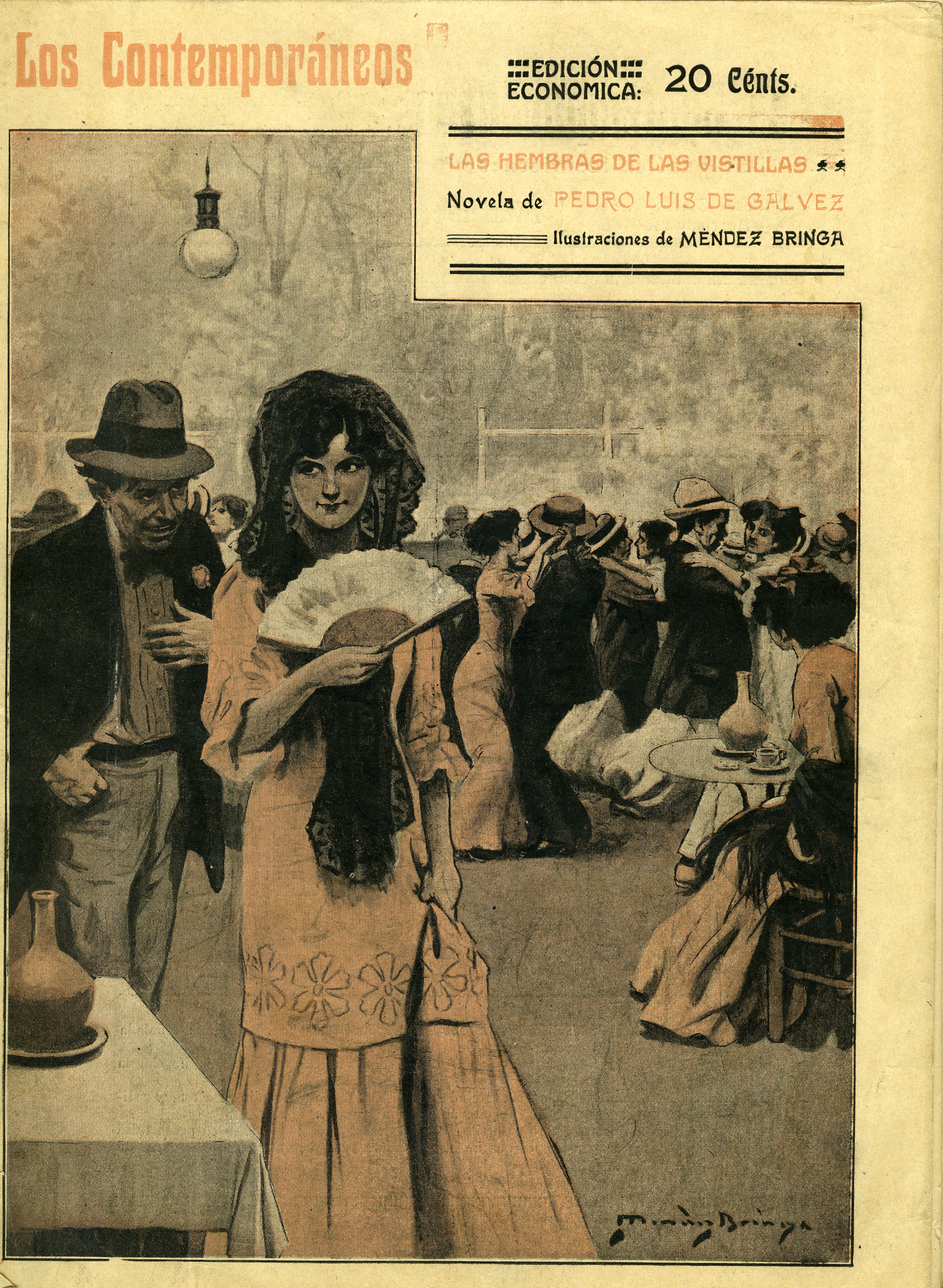
Las hembras de las Vistillas, n.º 86 de El Cuento Semanal (19 de agosto de 1910). Ilustración de Narciso Méndez Bringa.

En Pueblonuevo del Terrible (hoy Peñarroya-Pueblonuevo), localidad minera al norte de Córdoba, es detenido por la Guardia Civil por «peligroso revolucionario». Juzgado en Cádiz por un consejo de guerra, este le declara «reo de lesa majestad y culpable de injurias al Ejército» y es encerrado en Ocaña. Allí escribe un librito de narraciones, En la cárcel, que envía al cuarto concurso nacional de cuentos del periódico El Liberal, y lo gana. Posteriormente, cuando el jurado descubre la condición de presidiario del autor, sus miembros —Pedro de Répide, Alberto Insúa, Armando Palacio Valdés y Ramón Gómez de la Serna— airean el asunto y consiguen el perdón del Gobierno. Con esto se vuelve popular y se le abren muchas puertas. El periódico El Liberal le ofrece su corresponsalía en Melilla, pero los escándalos que arma le obligan a dejarlo y vuelve a Madrid.
Su primer amor formal fue una madrileña, Carmen Sanz, con la que tuvo un hijo que les nació muerto y del cual escribió Pío Baroja en su La caverna del humorismo que iba por los cafés con el niño muerto en una caja pidiendo dinero para enterrarlo. Sin embargo, el propio Gálvez atribuyó esa mentira a Emilio Carrere y asegura que fue el aragonés Benigno Varela quien pagó los derechos de enterramiento, una cajita de madera y algunas flores. Según su versión lo único que le pidió a Carrere fue algo de dinero para alquilar un coche en el que llevar a su madre hasta el cementerio de la Almudena. Casó después con la malagueña Teresa Espíldora Codes, con quien tuvo dos hijos. Los mantuvo asaeteando económicamente a todo el mundo y dejó fama de sablista consumado (llegó a escribir hasta un tratado, El sable. Arte y modos de sablear) y una gran ristra de anécdotas.
En el Madrid de la Guerra Civil, y pese a su militancia ácrata, albergó en su propia casa al escritor reaccionario Ricardo León y salvó la vida a Ricardo Zamora, guardameta internacional español, alertando además a varios escritores, entre ellos Emilio Carrere, Pedro Mata Domínguez y Cristóbal de Castro, con lo que evitaron su detención.
Al finalizar la guerra, el escritor y periodista Enrique Larreta quiso llevarse a Gálvez a su país, Argentina, y Rufino Blanco Fombona insistió en que se exiliase a Venezuela. Gálvez se negó a salir de España, pues decía que no tenía nada que temer si no había cometido ningún delito, aunque hay autores que recogen una carta escrita por Pedro Muñoz Seca, poco antes de ser asesinado en las matanzas de Paracuellos de Jarama donde se le cita con su nombre como responsable de hacer listas para las sacas de la Cárcel Modelo; así, J. Montero Alonso, reproduce el texto de dicha carta en su biografía del comediógrafo (Pedro Muñoz Seca. Vida, ingenio y asesinato de un comediógrafo español. Madrid, Ediciones Españolas, 1939, p. 192; se le cita a Gálvez también, en pp. 183-184, como habitual de la Cárcel Modelo). La familia de Muñoz Seca debería confirmar la existencia de la carta, aunque el texto no ha sido desmentido por los especialistas en el autor teatral. En el proceso que le condenó a la pena capital, varios testigos afirmaron que se le vio durante la Guerra en la checa del cine Europa, de la CNT, junto a Felipe Sandoval, camarada anarquista que se suicidó tras la guerra después de ser detenido. El caso es que, víctima de una anónima delación, y olvidado por muchos de los que ayudó en momentos difíciles en el Madrid de la Guerra Civil, que no fueron a testificar en su favor, fue condenado a muerte por un Consejo de Guerra el 5 de diciembre de 1939 por «conspiración marxista y otros cargos más» entre los que se contaba «la muerte de varias decenas de monjas», sin especificar. No se le comunicó la sentencia, de forma que cuando tanto León como Zamora intentaron intervenir en su favor ya era demasiado tarde y murió ante un pelotón de ejecución en la cárcel de Porlier el 20 de abril de 1940. El novelista Juan Manuel de Prada le hizo protagonista de su novela Las máscaras del héroe y en otros textos suyos posteriores. Es abuelo del escritor Pedro Gálvez Ruiz.
Fuera del interés que suscitó siempre su biografía, como poeta no dejó de ser de una rara originalidad y calidad, poseyó no poca inspiración y destacó como un gran sonetista.

## Obra
- Buitres, Barcelona, La Prensa, 1923.
- El sable. Arte y modos de sablear, J. Sanxo Editor, Rambla Flores 80 1º, Barcelona, 1925. Reedición: El sable. Arte y modos de sablear, Biblioteca de Rescate n.º 38, Editorial Renacimiento, Sevilla, 2018 (Introducción: José Esteban).[3]
- Poesías seleccionadas, Barcelona, Imp. Costas, 1927 (Prólogo de Alfonso Vidal y Planas).
- Negro y azul. Cubiertas; viñetas y mínimos de Pepito, Madrid, Ed. Rubén Darío, 1929.
- Sonetos de la guerra. Socorro Rojo, 1938.
- Negro y azul, Granada, Comares, 1996 (Poesías completas).